# Château de la Pelissonnière
Le château de la Pelissonnière est un château situé sur la commune du Boupère, dans le canton de  Pouzauges, en Vendée. Il est la propriété du Baron de Lestrange.

## Historique
La propriété est un ancien manoir style Renaissance comprenant en 1647 un donjon et un corps de logis principal. Il est transformé au XIXe siècle pour le vicomte Zénobe Frotier de Bagneux qui fait installer dans le grand salon, la grande cheminée du prieuré de Mouzeuil-Saint-Martin.
En 1828, la duchesse de Berry séjourne au château.
Propriété de la famille de Lestrange, il est partiellement inscrit (tour et cheminée) au titre des monuments historiques en 1997.